# Baigts
Pour les articles homonymes, voir Baigts (homonymie).
Baigts-en-Chalosse redirige ici.
Baigts-Chalosse redirige ici.
Baigts (prononcé /batʃ/) est une commune française située en Chalosse dans le département des Landes, en région Nouvelle-Aquitaine.
Ses habitants s'appellent les Baigtsois, prononcés Batchois.

## Géographie

### Localisation
Sur la route départementale no 2 entre Montfort-en-Chalosse et Hagetmau, le village de Baigts est à une vingtaine de kilomètres de Dax.

### Communes limitrophes
Les communes limitrophes sont  Caupenne, Donzacq, Gibret, Lahosse, Montfort-en-Chalosse et Nousse.
| Nousse               | Lahosse |          |
| Montfort-en-Chalosse | Baigts  | Caupenne |
| Gibret               | Donzacq |          |

### Géologie et relief
Il y avait aussi au sud et au-dessus du bourg des carrières d'où l'on extrayait des marnes constituées de calcaire blanc plus facile à mettre en œuvre que les matériaux crétacés. On note la présence de nombreux fossiles de l'époque tertiaire, période durant laquelle le territoire actuel de Baigts baignait dans l'océan Atlantique.

### Climat
Pour des articles plus généraux, voir Climat de la Nouvelle-Aquitaine et Climat des Landes.
Historiquement, la commune est exposée à un climat océanique aquitain.  
En 2020, Météo-France publie une typologie des climats de la France métropolitaine dans laquelle la commune est exposée à un climat océanique et est dans la région climatique  Aquitaine, Gascogne, caractérisée par une pluviométrie abondante au printemps, modérée en automne, un faible ensoleillement au printemps, un été chaud (19,5 °C), des vents faibles, des brouillards fréquents en automne et en hiver et des orages fréquents en été (15 à 20 jours).
Pour la période 1971-2000, la température annuelle moyenne est de 13,2 °C, avec une amplitude thermique annuelle de 14,4 °C. Le cumul annuel moyen de précipitations est de 1 188 mm, avec 12,3 jours de précipitations en janvier et 7,7 jours en juillet. Pour la période 1991-2020, la température moyenne annuelle observée sur la station météorologique la plus proche, située sur la commune de Bégaar à 16 km à vol d'oiseau, est de 13,8 °C et le cumul annuel moyen de précipitations est de 1 114,1 mm,. Pour l'avenir, les paramètres climatiques de la commune estimés pour 2050 selon différents scénarios d'émission de gaz à effet de serre sont consultables sur un site dédié publié par Météo-France en novembre 2022.

## Urbanisme

### Typologie
Au 1er janvier 2024, Baigts est catégorisée commune rurale à habitat très dispersé, selon la nouvelle grille communale de densité à sept niveaux définie par l'Insee en 2022.
Elle est située hors unité urbaine et hors attraction des villes,.

### Occupation des sols

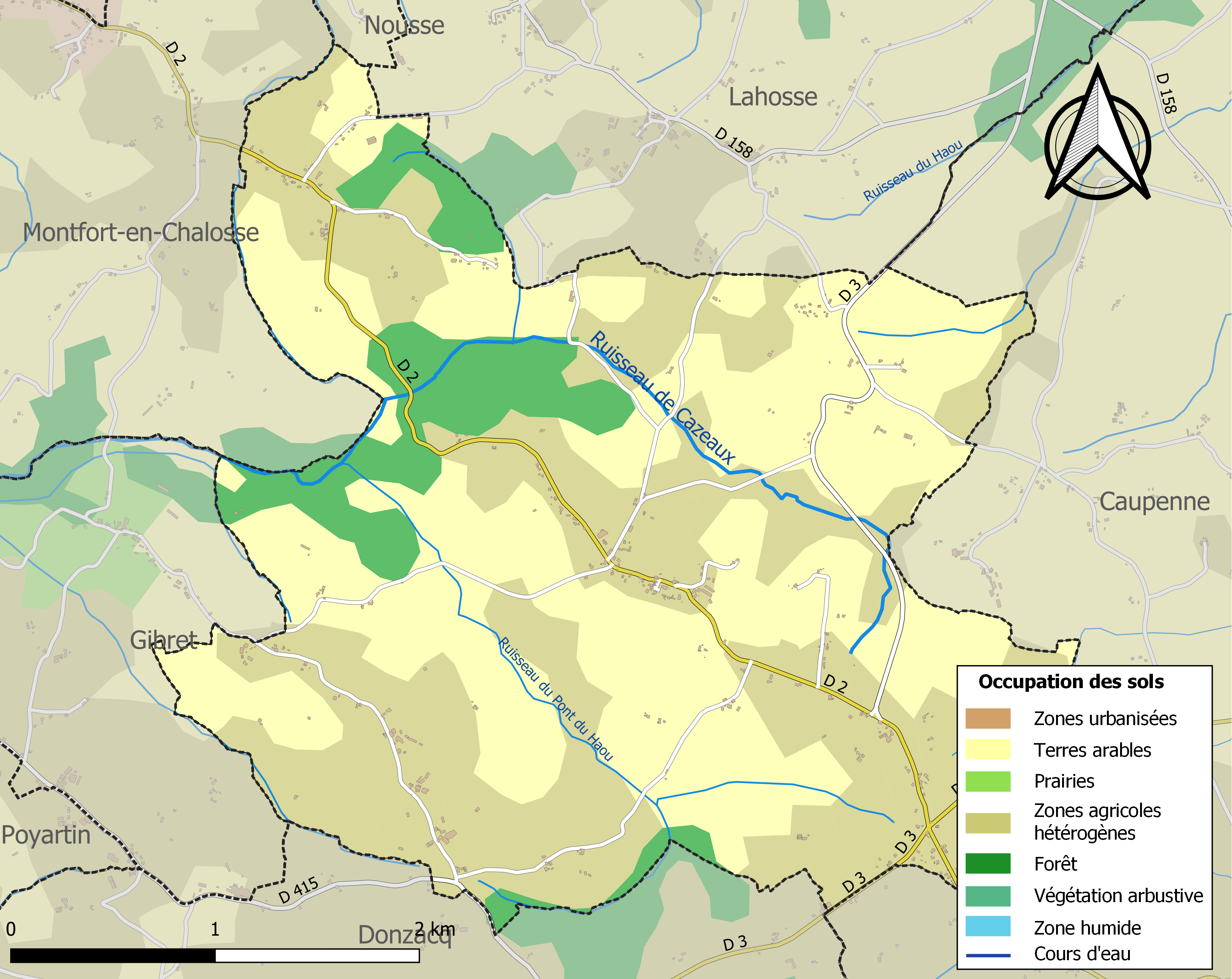
Carte des infrastructures et de l'occupation des sols de la commune en 2018 (CLC).

L'occupation des sols de la commune, telle qu'elle ressort de la base de données européenne d’occupation biophysique des sols Corine Land Cover (CLC), est marquée par l'importance des territoires agricoles (90,2 % en 2018), une proportion identique à celle de 1990 (90,2 %). La répartition détaillée en 2018 est la suivante : 
terres arables (46,7 %), zones agricoles hétérogènes (43,6 %), forêts (9,8 %). L'évolution de l’occupation des sols de la commune et de ses infrastructures peut être observée sur les différentes représentations cartographiques du territoire : la carte de Cassini (XVIIIe siècle), la carte d'état-major (1820-1866) et les cartes ou photos aériennes de l'IGN pour la période actuelle (1950 à aujourd'hui).

### Risques majeurs
Le territoire de la commune de Baigts est vulnérable à différents aléas naturels : météorologiques (tempête, orage, neige, grand froid, canicule ou sécheresse), mouvements de terrains et séisme (sismicité faible). Un site publié par le BRGM permet d'évaluer simplement et rapidement les risques d'un bien localisé soit par son adresse soit par le numéro de sa parcelle.
Les mouvements de terrains susceptibles de se produire sur la commune sont des tassements différentiels.

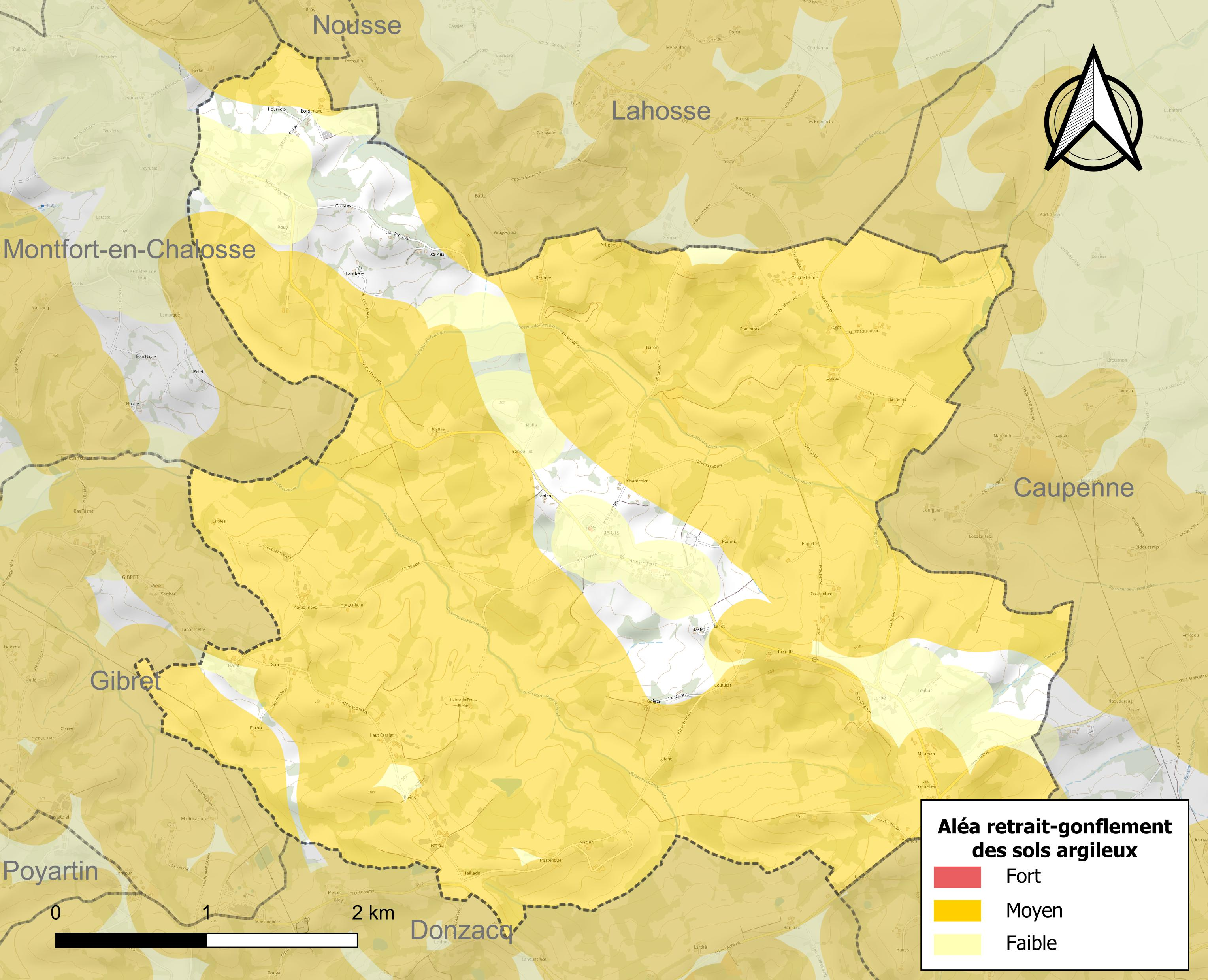
Carte des zones d'aléa retrait-gonflement des sols argileux de Baigts.

Le retrait-gonflement des sols argileux est susceptible d'engendrer des dommages importants aux bâtiments en cas d’alternance de périodes de sécheresse et de pluie. 80,6 % de la superficie communale est en aléa moyen ou fort (19,2 % au niveau départemental et 48,5 % au niveau national). Sur les 187 bâtiments dénombrés sur la commune en 2019,  117 sont en aléa moyen ou fort, soit 63 %, à comparer aux 17 % au niveau départemental et 54 % au niveau national. Une cartographie de l'exposition du territoire national au retrait gonflement des sols argileux est disponible sur le site du BRGM,.
La commune a été reconnue en état de catastrophe naturelle au titre des dommages causés par les inondations et coulées de boue survenues en 1998, 1999 et 2009, par la sécheresse en 2003 et par des mouvements de terrain en 1999.

## Hydrographie
Il est situé entre le Louts et le Luy ; d'ailleurs un petit affluent du Luy le traverse.
Le ruisseau de Cazeaux, affluent droit du Luy, prend sa source sur la commune.

## Toponymie
Le nom Baigts, prononcé /batʃ/, doit s'écrire Vaths en gascon. Il est l'équivalent de son homonyme homographe Baigts-de-Béarn.
L'étymologie fait un rapprochement avec vallum/vallis qui a fait penser au terme « les vallées » comme la ville de Valls en Catalogne. Cependant, d'après la disposition des deux bourgs, 64 et 40, on préférera la signification de vallum, vallis, fortification, circonvallation faite d'un fossé et d'une palissade. On peut penser que c'est ce qui a constitué un petit bourg castral, ou minuscule castelnau, le château se trouvant à l'emplacement du toponyme actuel Lassalle.
La commune de Baigts est souvent désignée Baigts-Chalosse, pour la distinguer de celle de Baigts-de-Béarn (64300), 20 km plus au sud.

## Histoire
Depuis 1152, par le mariage d’Aliénor d'Aquitaine avec Henri II Plantagenêt, l’Aquitaine est rattachée à la couronne d’Angleterre. En 1285, Édouard Ier, roi d'Angleterre et duc d'Aquitaine, attribue  à Élie de Caupenne la seigneurie de Baigts en récompense de ses services et de ceux de ses ancêtres, avec les droits de basse et haute justice.
Vers 1315, sur ordre du roi Édouard II d'Angleterre, Amaury III de Créon, sénéchal d'Aquitaine y fait construire une bastide aux frais du roi et en échange cède la seigneurie de Sort avec tous les droits. Plus tard, par l'acte du 1er mai 1347, Édouard III abandonne ses droits royaux et restitue la seigneurie de Baigts à Raymond Guillaume de Caupenne.
Au XVIIIe siècle, sous Louis XIV et Louis XV, les Ostaux royaux de Baigts sont une enclave au milieu de la seigneurie : ce sont des terres qui relèvent directement de la cour, qui sont gérées par des intendants nommés par le roi et qui servent de relais pour les pèlerins sur le chemin de Compostelle. On les repère facilement sur une carte de Cassini, à l'est du village, bordés par Beyrie au nord, par Bouheben et Saint Laurent au sud.
En 1766, Louis XV les cède à Mathieu de Basquiat, baron de la Houze et seigneur du Haut-Larbey. Mais messire Jean-Luc de Cès-Caupenne, ecclésiastique, Cordon rouge, grand croix et chevalier de l'Ordre du Christ, baron du Bas-Larbey et seigneur de la paroisse, intente un procès à ce dernier, revendiquant les titres héréditaires fort anciens des terres de Baigts.
À la Révolution, Baigts tombe dans le domaine des biens nationaux et voit l'apparition des propriétaires particuliers, comme partout ailleurs.
Autrefois le territoire était couvert de chênes tauzins. À la fin du XVIIIe, les défrichements ont porté préjudice à la forêt : on rapporte qu'un gros propriétaire a fait abattre 6 000 arbres entre 1771 et 1777, pour rendre les terres arables.

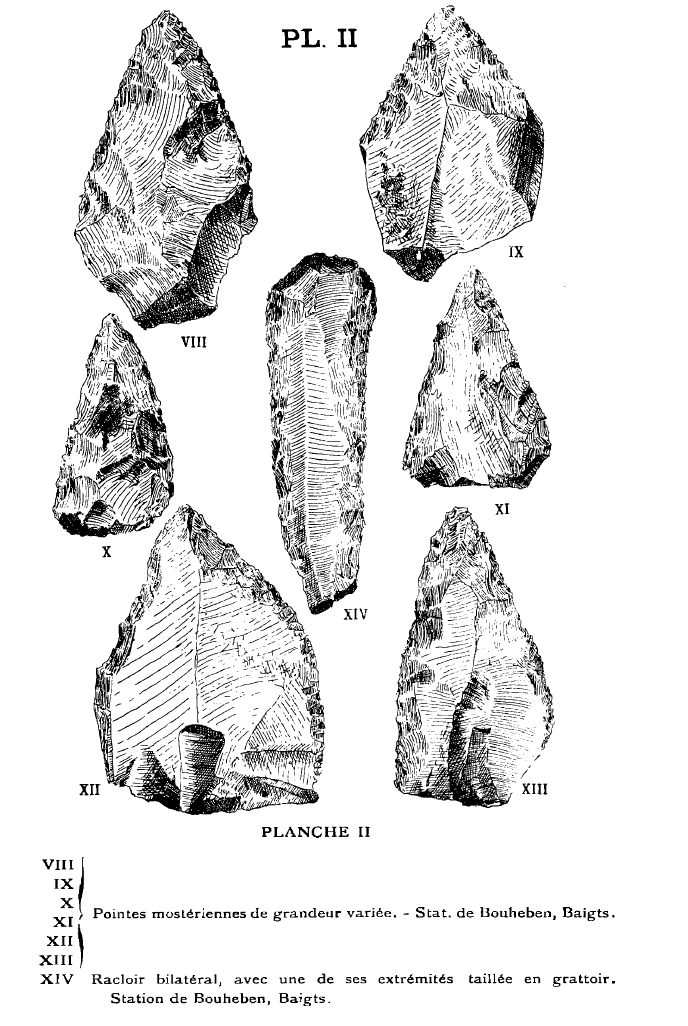
Silex taillés trouvés à Bouheben - Dessins réalisés par E. Letailleur en 1898.

À la fin du XIXe siècle, la Préhistoire passionne les notables. Nombre d'entre eux, hommes de loi, d'Église, pharmaciens ou médecins pour la plupart, s'improvisent archéologues. Il n'y a à l'époque ni législation régissant les fouilles, ni formation en archéologie. Les chantiers se multiplient, et les découvertes se succèdent à un rythme effréné. Chaque archéologue constitue ainsi sa collection privée, plus ou moins importante selon le nombre et/ou la qualité des objets.
En 1879, Henry Du Boucher (membre fondateur de la Société de Borda à Dax) vient faire des fouilles à Baigts et met au jour une station du Paléolithique inférieur et moyen (Moustérien et Acheuléen). Ernest Letailleur, propriétaire de la métairie du Prulhé à Baigts (lui aussi membre de la Société de Borda, de 1895 à 1911) réunit alors une collection de silex taillés, trouvés sur les sites de Bouheben, de Lapeyrère et du Hounic. Il en fait une description détaillée dans un article intitulé « Aperçus sur les âges de la pierre dans la moyenne Chalosse » et publié dans le bulletin de la Société de Borda de 1898.
En 1964 et en 1967, Robert Arambourou et Claude Thibault du CNRS reprennent les fouilles à la station de Bouheben et livrent une étude très circonstanciée dans le bulletin de la Société de Borda de 1968 puis dans la thèse de C. Thibault. Il y a une fontaine très abondante (celle qui forme le ruisseau qui passe au pont du Haou) : aux temps préhistoriques, l’alimentation en eau pouvait être une des raisons déterminantes de la fixation en ce lieu d’un groupement humain. Le ministère de la Culture, par l'intermédiaire de l'équivalent de l'époque de la DRAC, déclare ces fouilles d’utilité publique par arrêté du 25 avril 1967 et fait protéger le site sur une surface de 3 600 m2.

## Politique et administration
| Période                                  | Période  | Identité                        | Étiquette | Qualité     |
| ---------------------------------------- | -------- | ------------------------------- | --------- | ----------- |
| Les données manquantes sont à compléter. |          |                                 |           |             |
| 1965                                     | 1974     | Alphonse Tortigue               |           | agriculteur |
| 1974                                     | 1983     | Marcel Busquet                  | PS        | agriculteur |
| 1983                                     | 2008     | Pierre Lalanne                  | PS        | agriculteur |
| 2008                                     | 2014     | Didier Lafitte                  |           | agriculteur |
| mars 2014                                | 2020     | Marie-Pierre Declercq-Marescaux |           | Retraitée   |
| 2020                                     | En cours | Francis Dubecq                  |           |             |

## Démographie
L'évolution du nombre d'habitants est connue à travers les recensements de la population effectués dans la commune depuis 1793. Pour les communes de moins de 10 000 habitants, une enquête de recensement portant sur toute la population est réalisée tous les cinq ans, les populations de référence des années intermédiaires étant quant à elles estimées par interpolation ou extrapolation. Pour la commune, le premier recensement exhaustif entrant dans le cadre du nouveau dispositif a été réalisé en 2004.

En 2022, la commune comptait 333 habitants, en évolution de −10,24 % par rapport à 2016 (Landes : +5,78 %, France hors Mayotte : +2,11 %).
| 1793 | 1800 | 1806  | 1821  | 1831  | 1836  | 1841 | 1846 | 1851 |
| ---- | ---- | ----- | ----- | ----- | ----- | ---- | ---- | ---- |
| 805  | 902  | 1 034 | 1 006 | 1 049 | 1 015 | 987  | 979  | 981  |

| 1856 | 1861 | 1866 | 1872 | 1876 | 1881 | 1886 | 1891 | 1896 |
| ---- | ---- | ---- | ---- | ---- | ---- | ---- | ---- | ---- |
| 994  | 970  | 935  | 876  | 947  | 866  | 811  | 788  | 802  |

| 1901 | 1906 | 1911 | 1921 | 1926 | 1931 | 1936 | 1946 | 1954 |
| ---- | ---- | ---- | ---- | ---- | ---- | ---- | ---- | ---- |
| 803  | 767  | 770  | 648  | 609  | 547  | 534  | 503  | 447  |

| 1962 | 1968 | 1975 | 1982 | 1990 | 1999 | 2004 | 2006 | 2009 |
| ---- | ---- | ---- | ---- | ---- | ---- | ---- | ---- | ---- |
| 425  | 407  | 400  | 354  | 350  | 322  | 328  | 345  | 347  |

| 2014 | 2019 | 2022 | - | - | - | - | - | - |
| ---- | ---- | ---- | - | - | - | - | - | - |
| 356  | 350  | 333  | - | - | - | - | - | - |

## Économie
Dans un relief vallonné, la principale activité reste l'agriculture : production de maïs, élevage et gavage de canards, production de plantes. La vente directe de produits de la ferme (confits, foie gras, etc.), l'artisanat (atelier de menuiserie ébénisterie, fabrication de savons, entreprise de maçonnerie, de plomberie, etc.), la gastronomie et le tourisme (restaurant, hôtel restaurant, chambres d'hôtes, etc.) montrent la vitalité de ce petit coin de Chalosse.

## Lieux et monuments

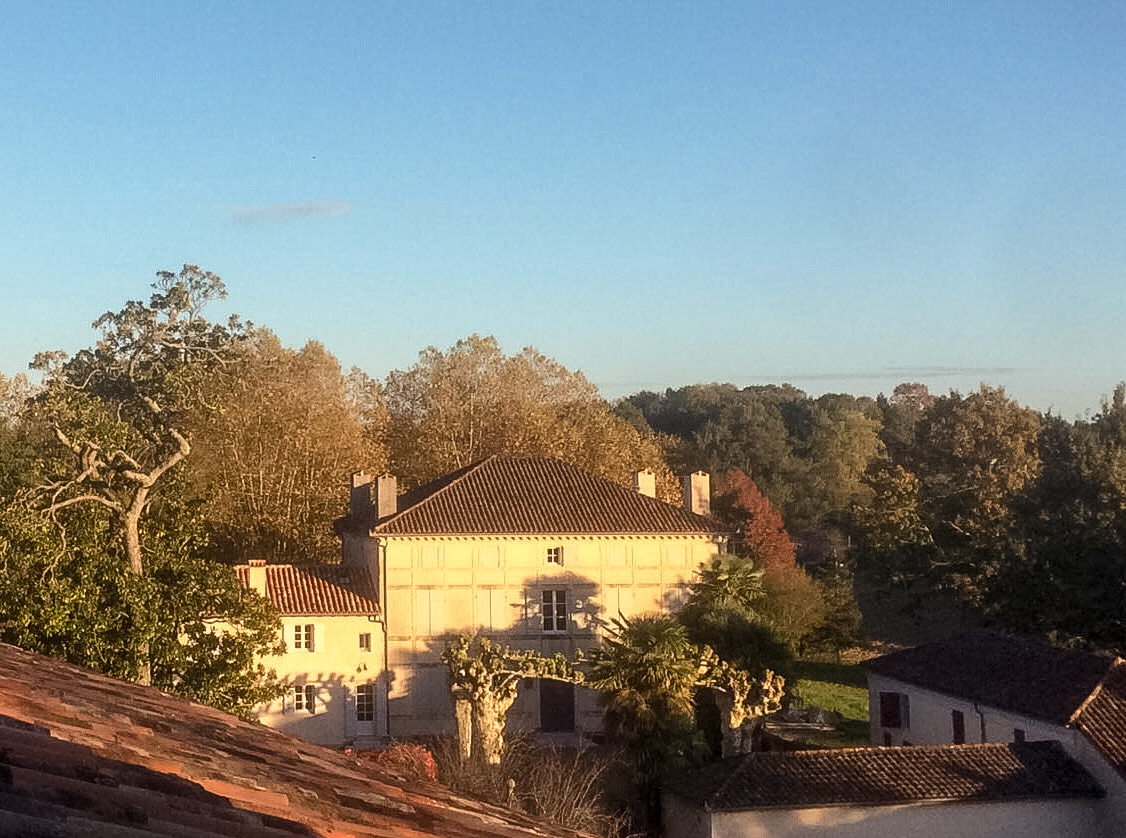
Ddemeure Juzanx - Baigts en Chalosse.

Il y a de nombreuses constructions anciennes :
- le château de Beyrie (1770), bâti sur les restes d'un château du XIVe ;
- la ferme de Beyrie (ferme-école de 1849 à 1875) ;
- la maison du Prulhé (famille Letailleur - 1860) ;
- la maison de Hournets (aujourd'hui domaine de Testelin, du nom du notaire qui en était propriétaire au XIXe) ;
- la maison de Juzanx à côté de l'église ;
- plusieurs métairies du XVIIIe et XIXe.

### L'église Notre-Dame-de-l'Assomption de Baigts

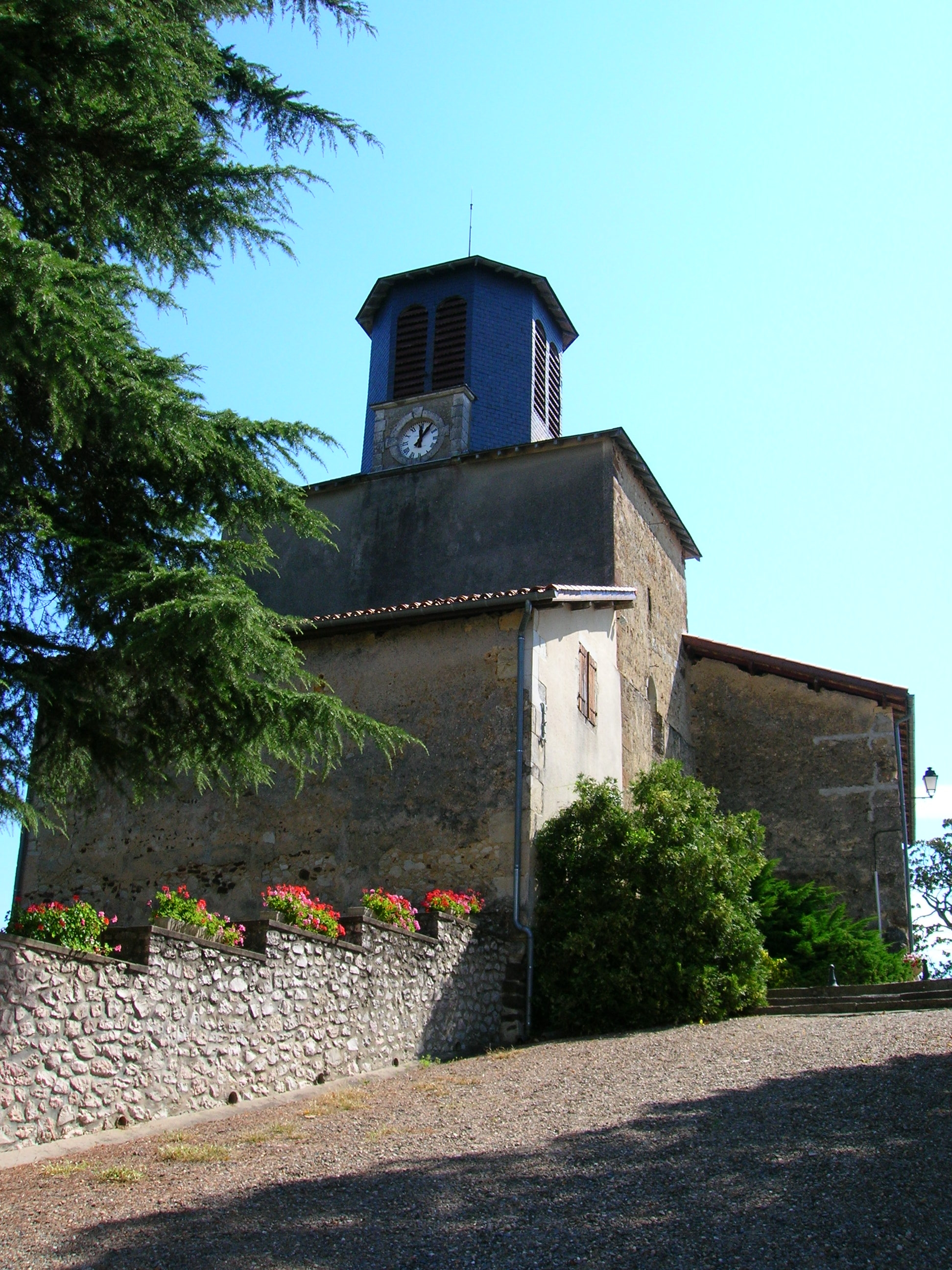
Église Notre-Dame Baigts en Chalosse.

L'église romane Notre-Dame-de-l'Assomption date vraisemblablement du XIIe siècle (elle a été mentionnée au milieu du XIIe siècle dans le Livre rouge de la cathédrale de Dax). Elle a été bâtie sur l'ancien château fort construit vers l'an mille par le seigneur De Caupenne. On voit dans la configuration du terrain la trace de trois fosses concentriques. Près de l'église, on trouve encore aujourd'hui la maison Lassalle qui fut la conciergerie du château. Le clocher de l'église est à meurtrières (survivance du donjon en pierre ferrugineuse d'une grande résistance), les murs font 1,20 m d'épaisseur. L'ancienneté de ces dispositions ne peut être mise en doute : partout, l'appareil régulier et orné de belles marques de tâcherons est identique, et on peut voir à mi-hauteur le bandeau en damier qui, au sud, court sur le mur et entoure au nord les contreforts. Le chevet comporte à l'extérieur une corniche portée par la partie supérieure amincie des contreforts, et par des modillons dont cinq au nord ont été en partie conservés.
En 1569, les protestants ont ravagé l'édifice, tant à l'extérieur qu'à l'intérieur. La voûte a ensuite été reconstruite en style Renaissance. Au XVIIe, un escalier monumental a été rajouté du côté de la route pour accéder à l'entrée par le cimetière qui jouxtait l'église. 

À l'intérieur, le maître-autel frappe par sa richesse : de style Renaissance il attire l'attention par ses colonnes torses dorées remarquablement sculptées dans du bois homogène. Sur toute la hauteur, ce sont des angelots, des colombes, des feuilles de vigne et des grappes de raisin finement ciselés par des artistes italiens. Parmi les œuvres d'art : une statue de la Vierge et une de saint Joseph (XVIe) ; le tableau central qui représente l'Assomption et un tableau où figure saint Roch (don de Napoléon III).
En 1877, le cimetière a été déplacé sur le terrain de "Naoutic" à proximité du presbytère. Ce dernier, une grande et ancienne bâtisse isolée, est toujours gardé, par un vénérable chêne dépassant allègrement les 400 ans et les 6,50 m de circonférence au pied.
En 1910, devant l'état de délabrement avancé du clocher, le conseil municipal a pris la décision de démolir la voûte et la charpente pour le faire reconstruire. L'architecte de Mugron, M. Temboury a fait les plans et les travaux de restauration ont été effectués en 1911 par le charpentier J.B. Soubin de Horsarrieu.

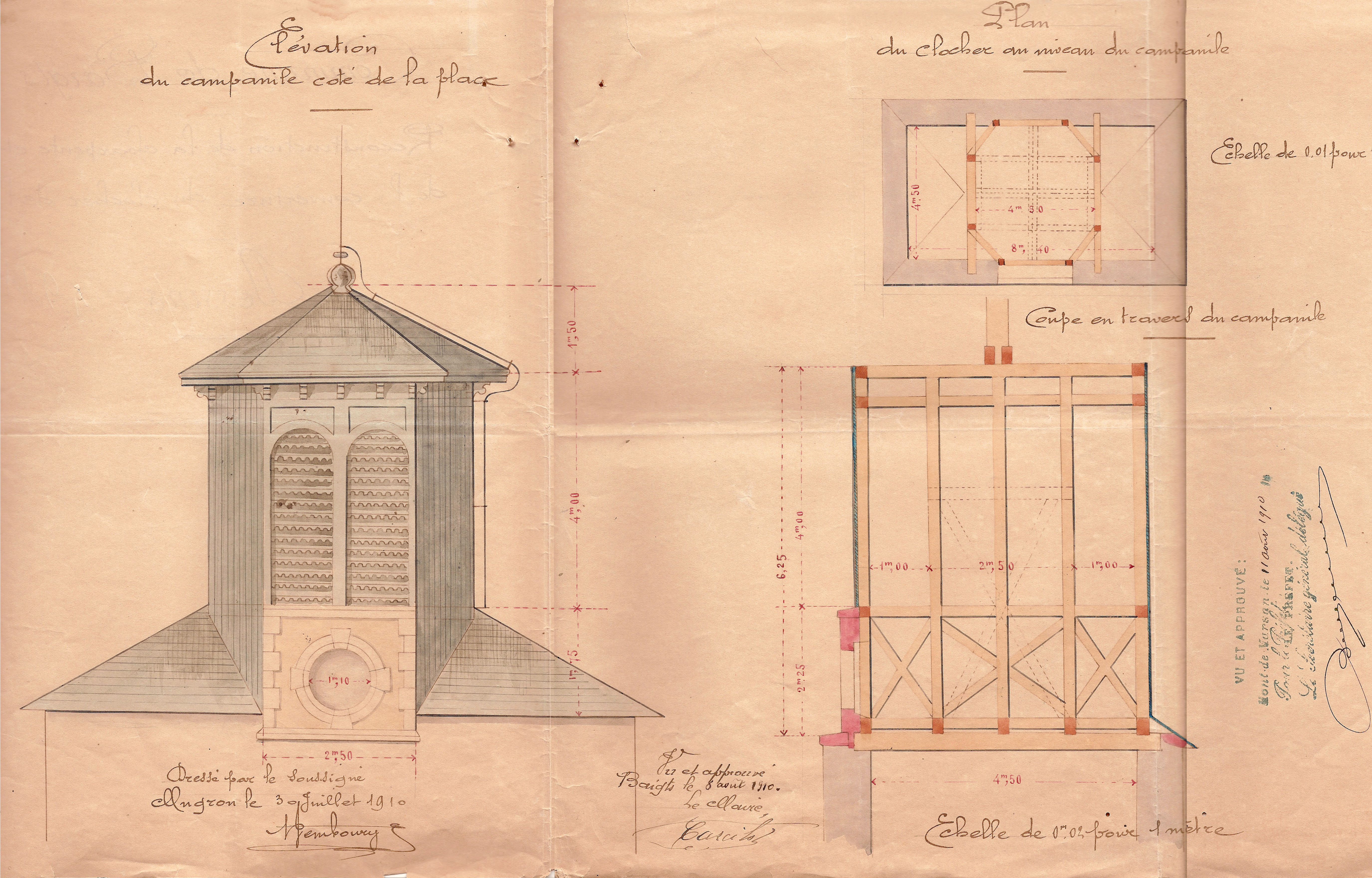
Plan du Clocher - 1910.
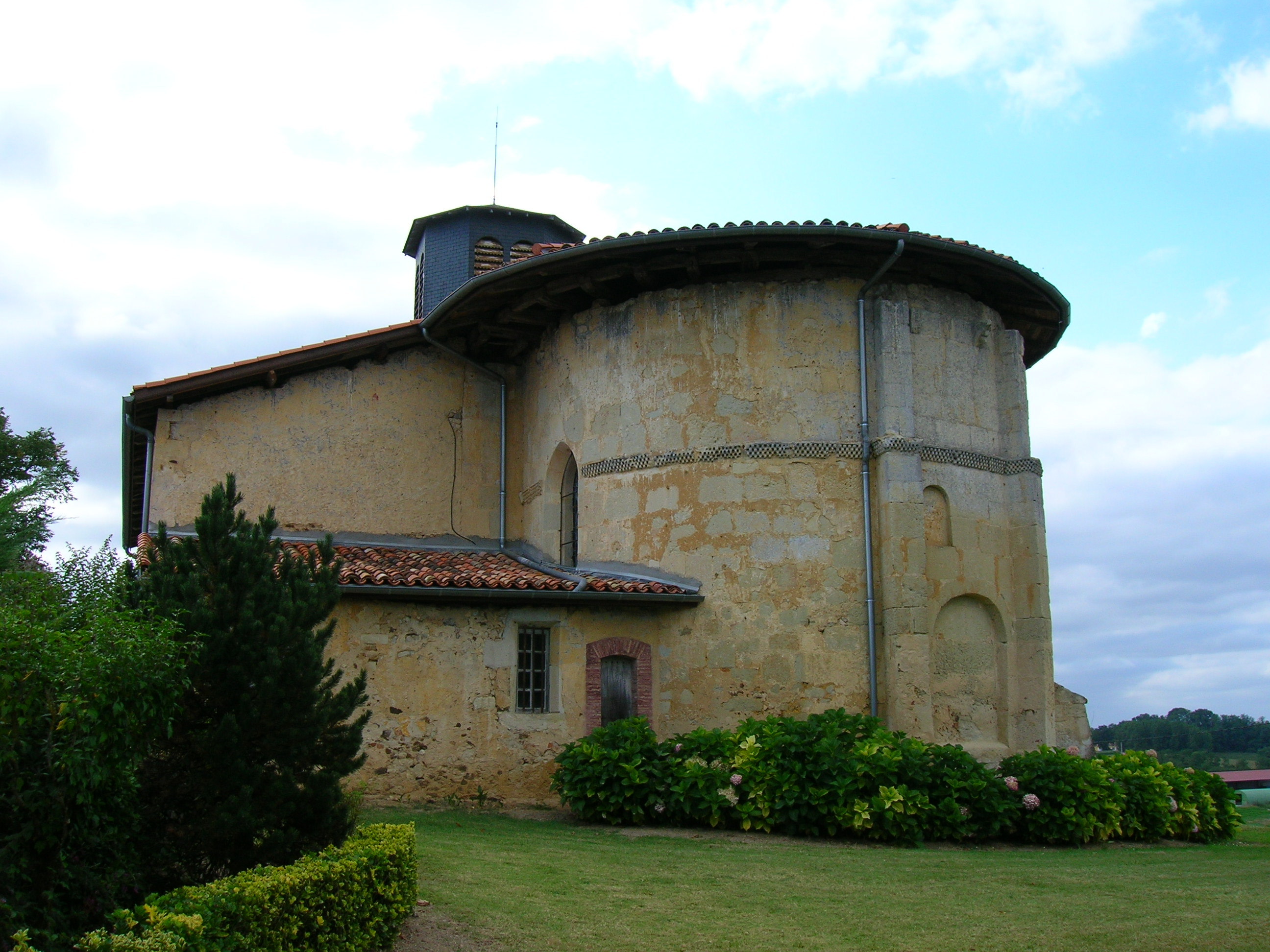
Chevet de l'église.
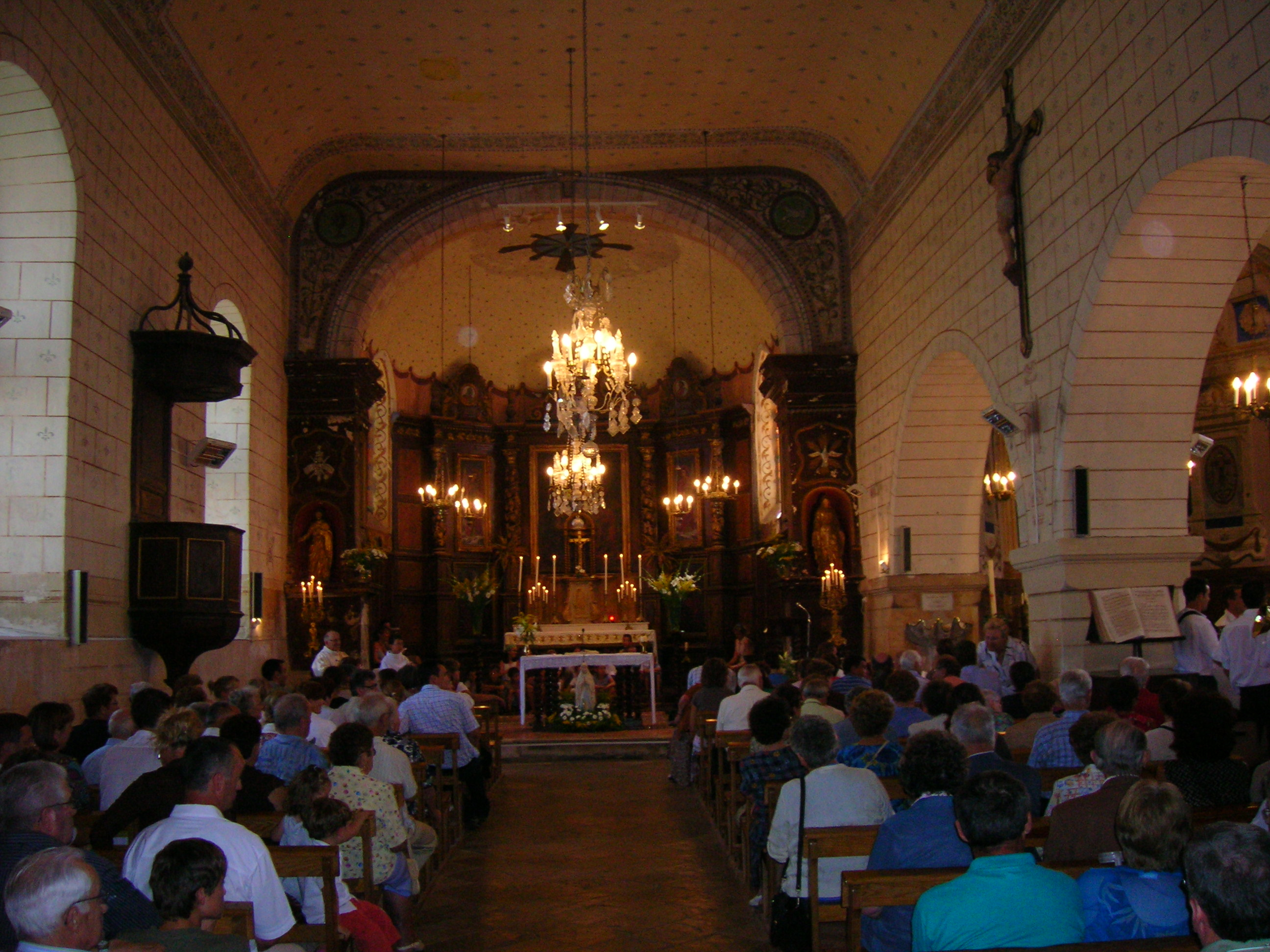
Intérieur de l'église.

### Les arènes
Dans le village de Baigts, la tradition de la course landaise remonte au XIXe siècle : les accès à la place du village étaient fermés par des charrettes et les jeunes courageux allaient esquiver les assauts des vaches. En 1911, le conseil municipal a décidé de construire des loges et une tribune, attenantes à la mairie d’alors, située sur la place du bourg. Lors des fêtes patronales du 15 août, jusqu'en 2004, la piste était fermée par des barrières démontables en bois. Pour des raisons de sécurité, il a fallu les remiser et aujourd'hui la piste est fermée par des grilles métalliques. Les gradins sont naturels : les spectateurs s'installent sur le dénivelé qui entoure la place depuis l'église, à l'ombre des sapins et des marronniers.

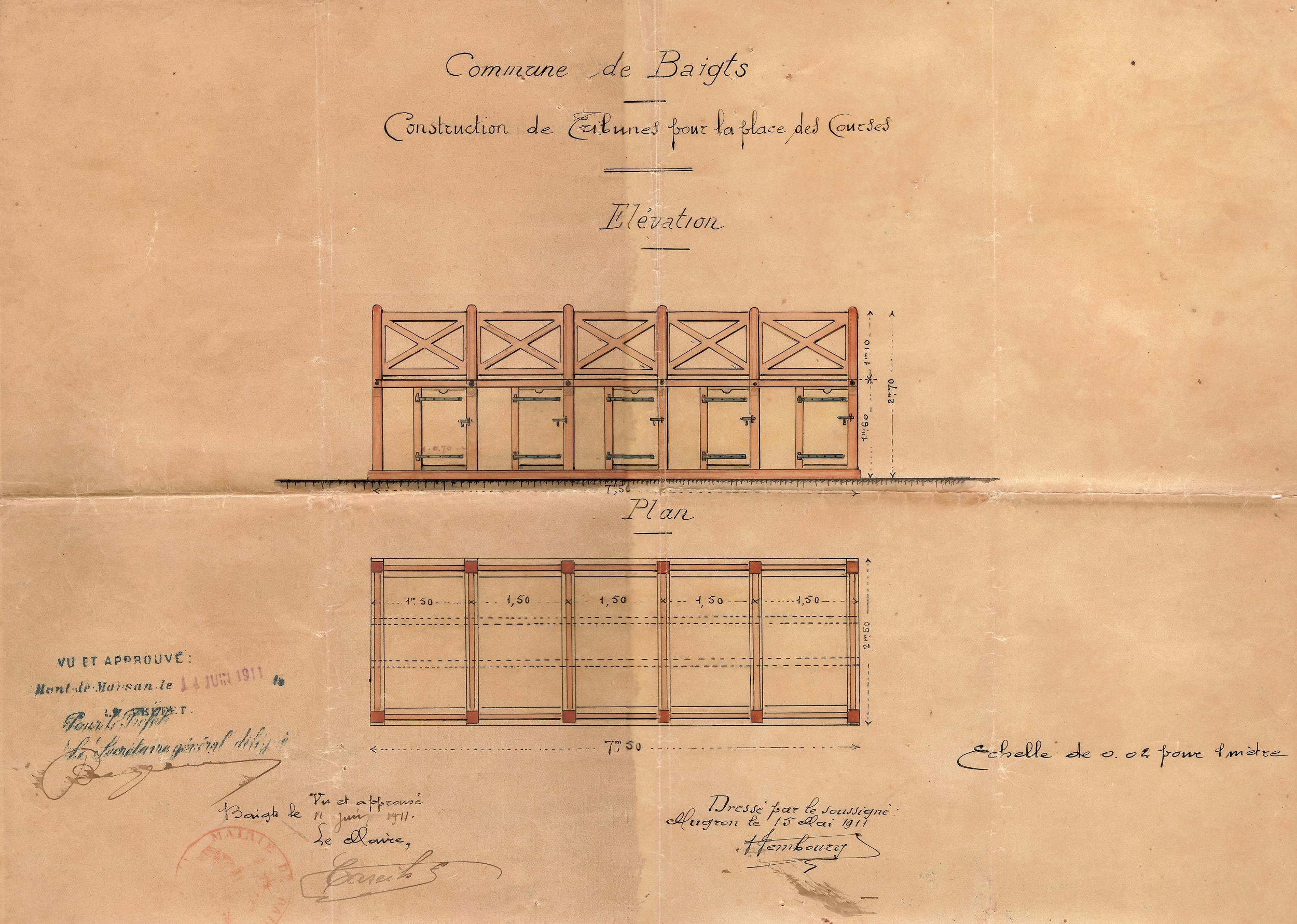
Plan des tribunes pour la place des courses - 1911.
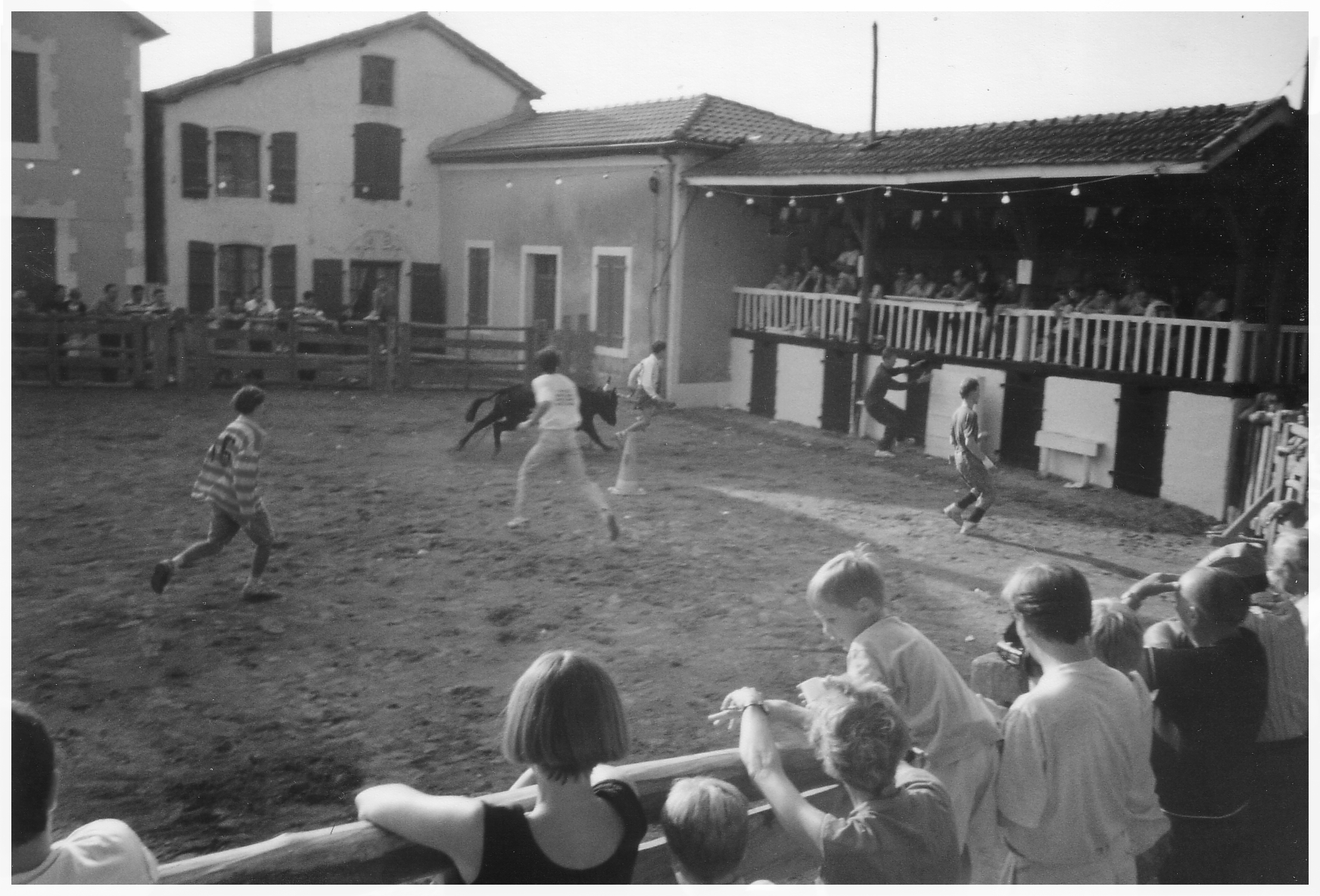
Arènes avec la piste clôturée par des barrières en bois - 1993.
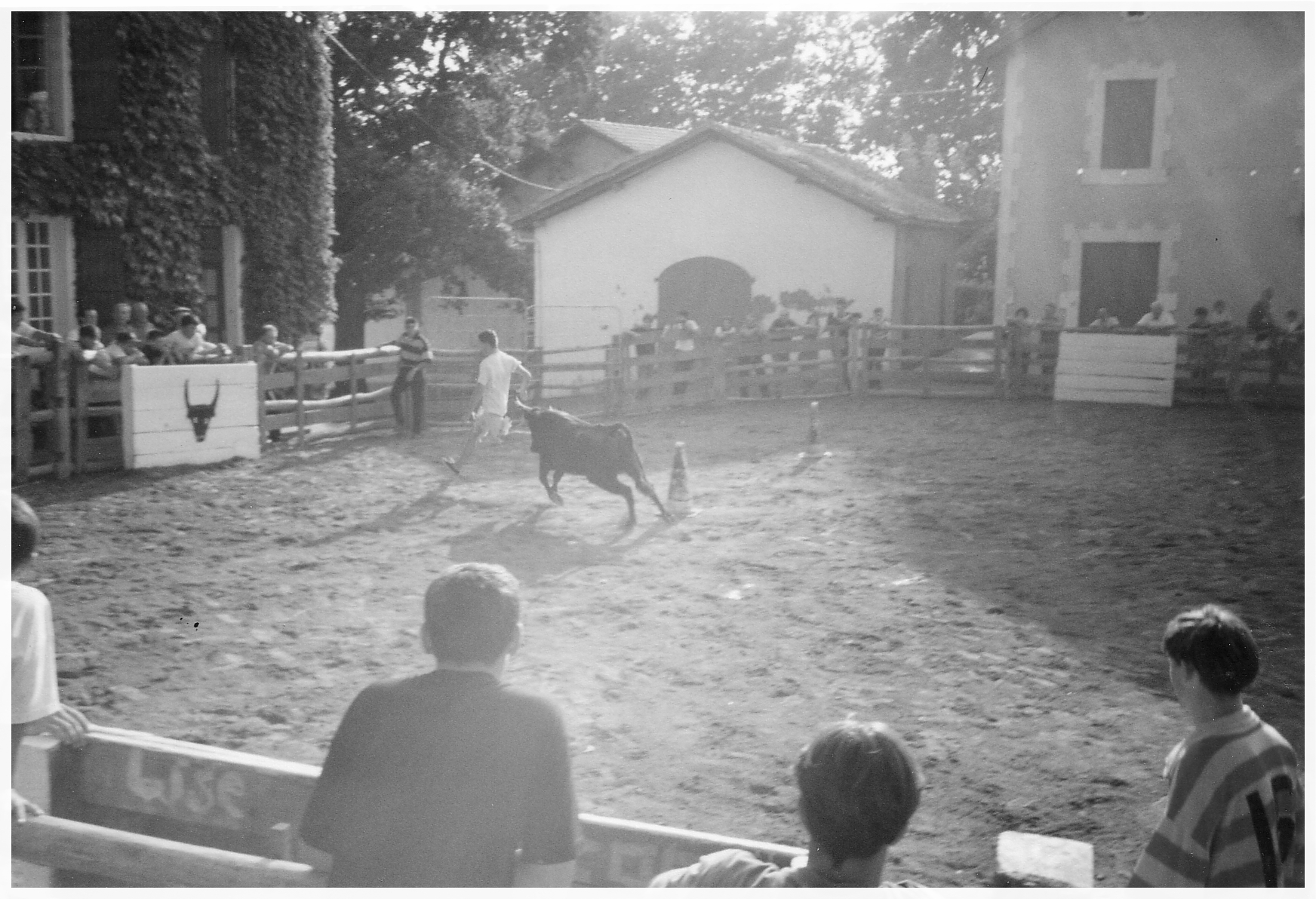
Arènes avec la piste clôturée par des barrières en bois - 1993.

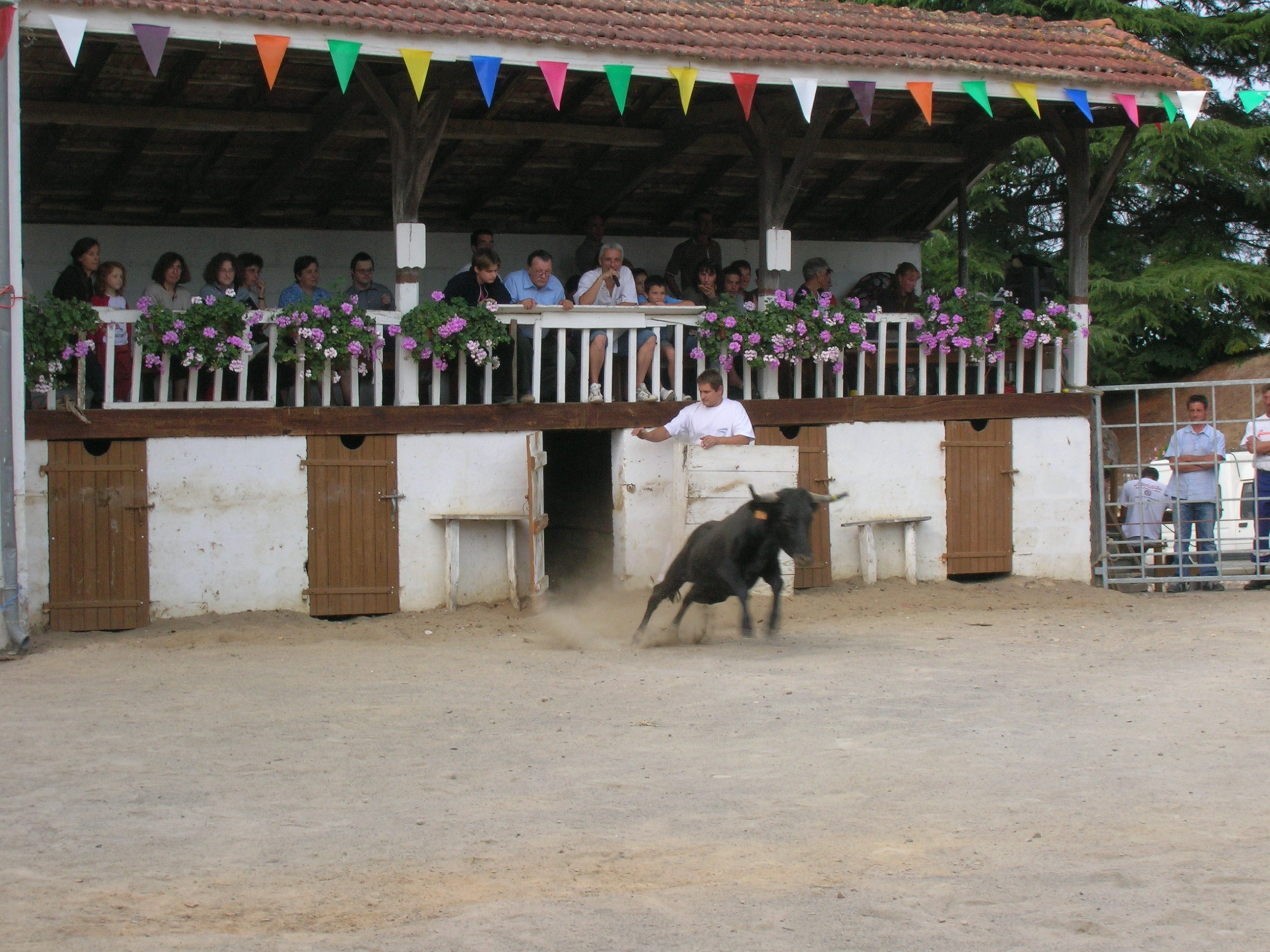
Les tribunes - 2006.
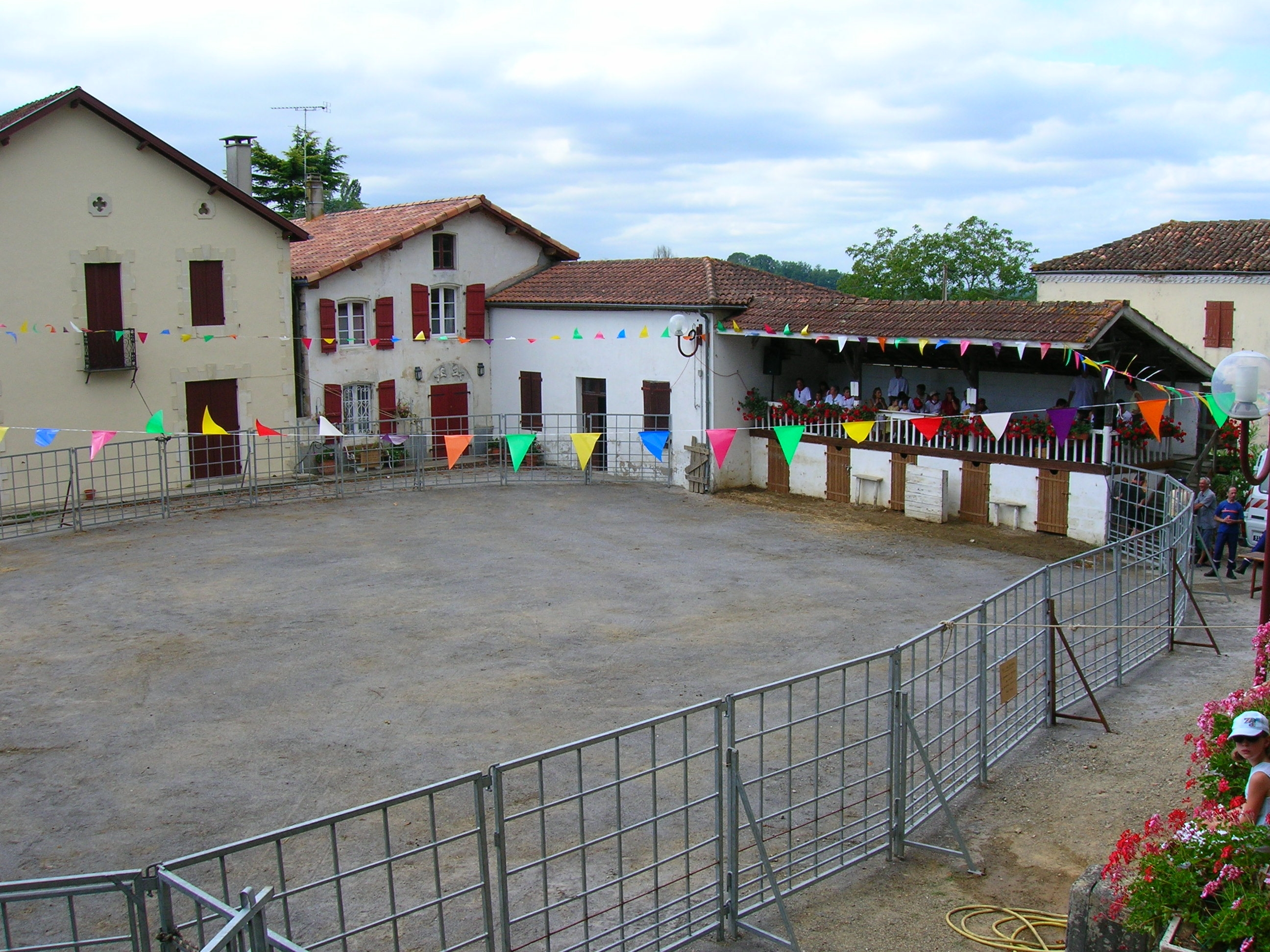
La piste - 2006.
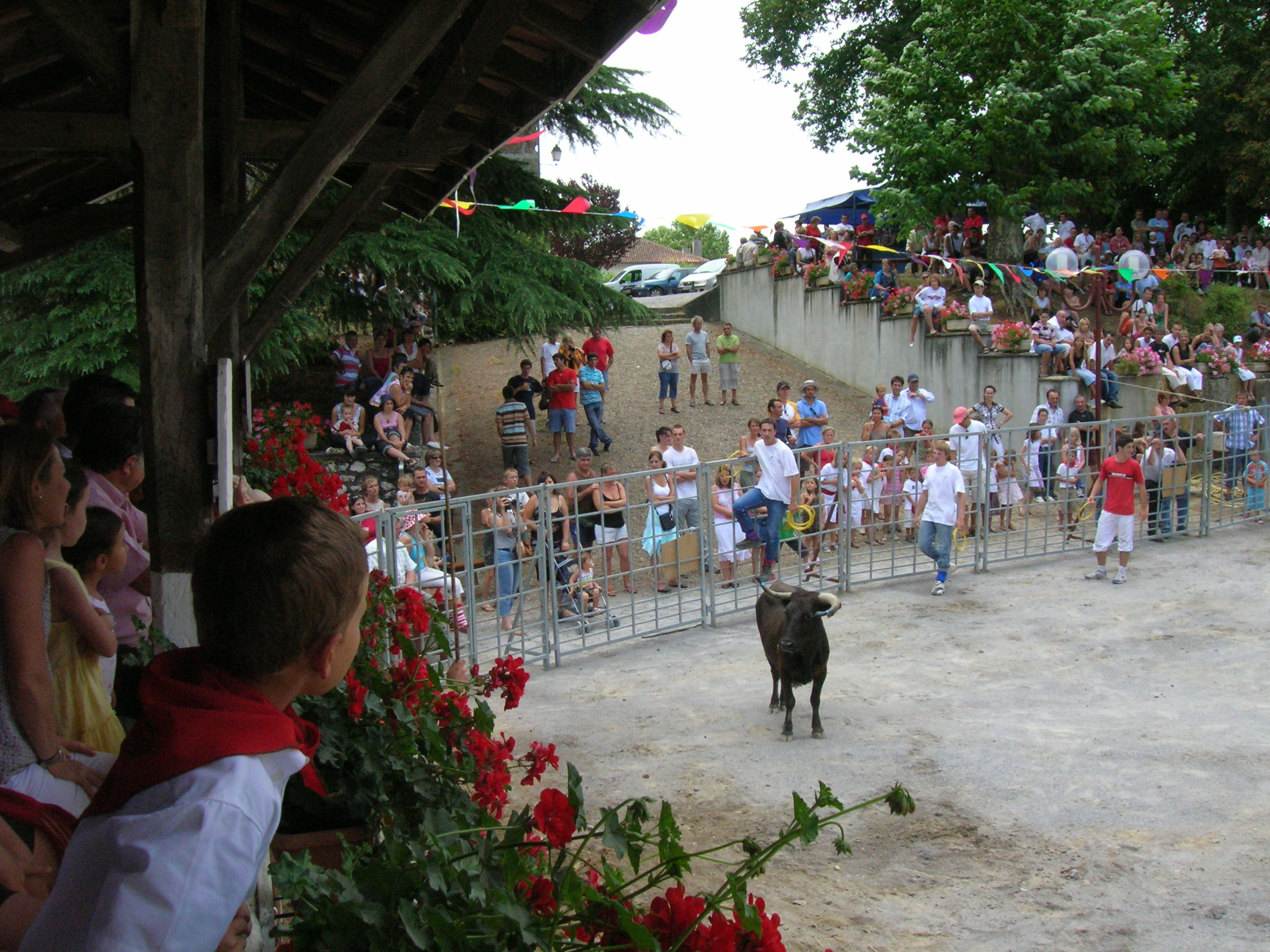
Les gradins naturels - 2007.

### Le château de Beyrie
Caverie des seigneurs de Caupenne, (La caverie était le domaine le plus important après la baronnie. Elle pouvait bénéficier d’une ou plusieurs tours comme le château seigneurial et avoir, dans ses dépendances, un moulin, un pigeonnier et un pin franc.) Beyrie était un domaine de 144 ha d’un seul tenant exploité par une dizaine de métayers. La maison de maître actuelle (ou château résidentiel) a été construite en 1770 sur les ruines d’un château du XIVe. Elle figure sur la carte de Cassini de 1771. C'est un bâtiment de plan rectangulaire, avec des murs en moellons hourdés à la chaux, une toiture à deux pans, une couverture en ardoise et en tuile de Marseille.
L’histoire de Beyrie est étroitement liée à celle d’Auguste Dupeyrat, propriétaire du domaine au XIXe siècle, fondateur et directeur d’une ferme école expérimentale. Aujourd'hui le château de Beyrie est la propriété de la famille De Barbeyrac De Saint Maurice.

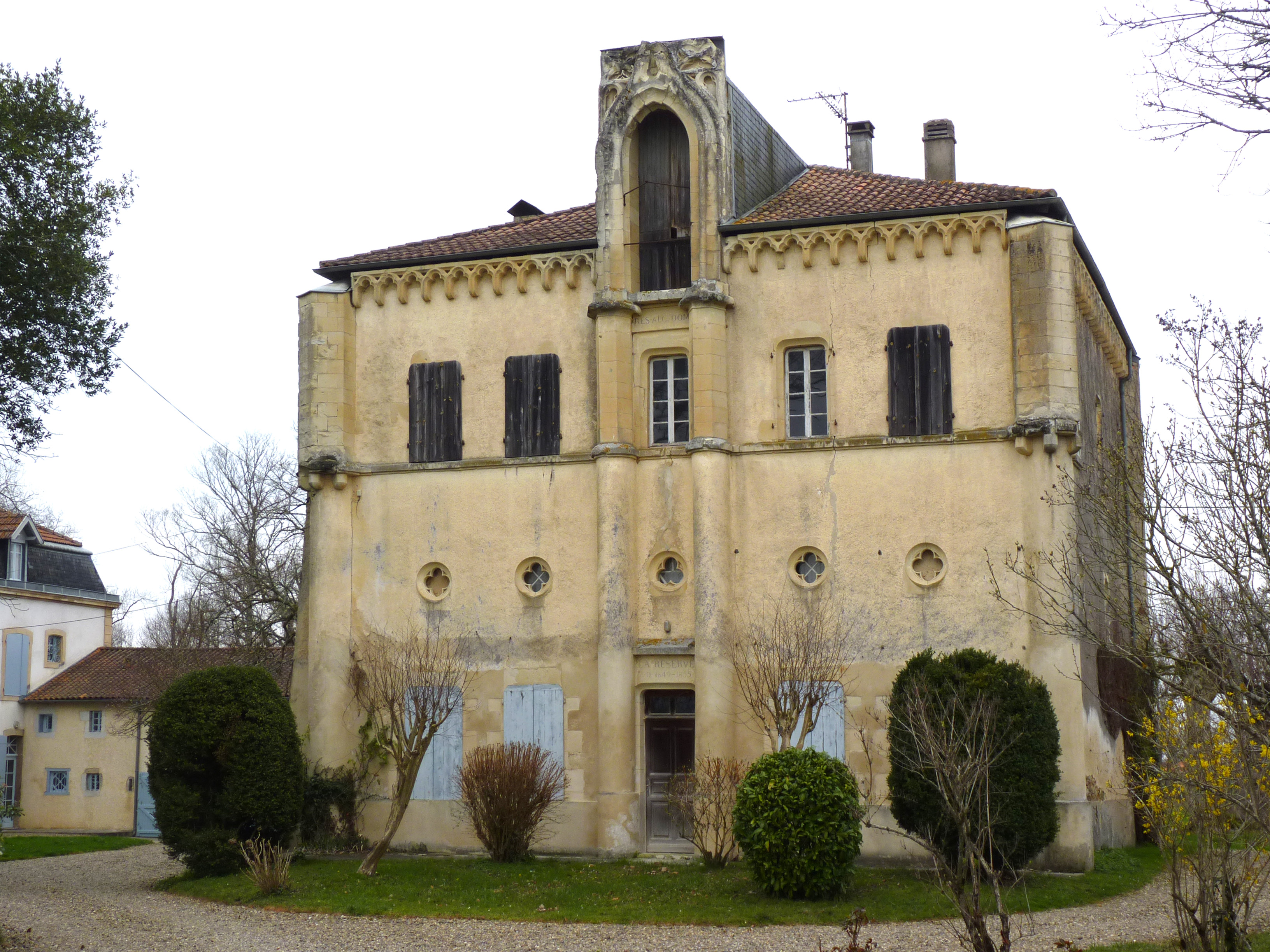
La Réserve.

Auguste Dupeyrat construisit également de 1849 à 1855 une étrange bâtisse dite « la réserve » qui jouxte les dépendances du château.

### La ferme école de Beyrie
Avant d’acheter Beyrie en 1845, Auguste Dupeyrat fait fortune à l’île Bourbon (aujourd’hui île de la Réunion) : en 1839 il achète et fait défricher un pan de forêt vierge du Bras de Caverne pour y cultiver du maïs et surtout de la canne à sucre ; il fait construire la grande sucrerie de la rivière du Mât et dès la 1re année la production dépasse ses prévisions. L’exploitation de la main-d’œuvre servile locale (période qui précède l’abolition de l’esclavage en 1848) lui permet de s’enrichir très vite et très facilement. De retour en France en 1843, il vit à Aresat dans le Tarn et écrit  divers mémoires sur le thème de l’agriculture et y expose ses idées novatrices.
À partir de 1845, il s’installe à Baigts et s’emploie à restaurer le domaine de Beyrie : constructions, assainissement, création de prairies artificielles, défoncements, labours… afin d’améliorer la productivité et les conditions d’exploitation qu’il trouve archaïques.
Le décret du 3 octobre 1848, sous la Seconde République, prévoit la création de fermes-écoles qui permettront la formation de « bons » agriculteurs et amèneront progressivement la population rurale à changer leurs méthodes de travail. C’est une aubaine pour Auguste Dupeyrat qui voit ainsi la possibilité de multiplier sa fortune avec de la main d’œuvre gratuite pour exploiter son domaine. Ambitieux et obstiné, il se bat alors pour obtenir du ministère de l’Agriculture l’ouverture de la ferme école du département, sur sa propriété. À côté du château résidentiel et de ses dépendances, il fait construire un bâtiment qui comprend au rez-de-chaussée une étable modèle, une cuisine, une infirmerie, un vaste réfectoire qui sert aussi de salle d’étude et à l’étage, les bureaux et logements pour les chefs de service ainsi que deux vastes dortoirs à couchettes individuelles pour les apprentis. (Quatre maisons de colons désaffectées serviront de bergerie et de stockage pour l’outillage et les récoltes.) Le 4 août 1849 par décret du ministre, Auguste Dupeyrat est nommé directeur de la ferme école de Beyrie.
Cinquante neuf hectares du domaine sont laissés à trois familles de métayers et quatre-vingt-cinq hectares sont réservés à la ferme école (terres labourables, prés naturels et artificiels, luzernières, vignes et jardins, bois, châtaigneraies et landes). Le premier examen d’entrée a lieu le 3 décembre 1849. Les apprentis sont recrutés pour trois années d’études mais le travail manuel très pénible (10 heures par jour) entraîne beaucoup d’abandons. Aussi très peu de candidats savent lire et écrire et cette situation ne permet pas de dispenser une instruction théorique efficace. Pendant 25 ans Auguste Dupeyrat va tenter de mettre en pratique ses idées pour une agriculture moderne et rentable (Rotations des cultures pour pallier l’épuisement des sols, nouveaux outils, nouvelles cultures, essais d’engrais chimiques…). Les difficultés de recrutement, les mutineries des apprentis à cause de conditions de travail extrêmement difficiles, ses mauvaises relations avec les responsables de la commune et les aléas conjoncturels (l’oïdium qui ravage les vignes en 1853, la guerre franco-prussienne de 1870…) vont progressivement l’amener à diminuer la surface d’exploitation jusqu’à demander la fermeture de l’école en 1874. Trois cents apprentis seront passés par Beyrie dont le sceau portait une ruche avec la devise « Mores castiga arato » (châtie les mœurs par le travail de la terre).

## Personnalités liées à la commune
Jean-Henri Séqué (1893-1959), né à Baigts (à Guiraout) : il a écrit des poésies en français et en gascon. Parti en 1914 comme simple soldat, il est revenu en 1918 avec un galon d'or, trois blessures, la croix de guerre, deux citations et la médaille militaire.
En 1916, il a publié Au pays des guitounes et en 1918, La Lyre Grave. Il a aussi écrit pour diverses revues régionales.

## Vie locale

### Enseignement
Au XIXe siècle l'école communale des garçons se trouvait à proximité de la place du village (derrière l'actuel emplacement de la tribune des arènes). Une école privée catholique pour filles a été ouverte en septembre 1866 au lieu-dit Lestage et a perduré jusqu'au milieu du XXe siècle. En 1926, un nouveau bâtiment intégrant la mairie et deux salles d'école a été bâti. Cette école publique mixte a été fermée au début des années 2000 faute d'effectif. Aujourd'hui les enfants de Baigts sont scolarisés dans les écoles primaires des villages voisins.

### Associations
Sept associations participent à l'animation du village :
- L'amicale des associations (qui regroupe des responsables de chaque association),
- L'ACCA (association des chasseurs),
- L'amicale des anciens combattants,
- Le comité des fêtes,
- Lous Gouyats (club 3e âge),
- Le Gym Club (gymnastique de loisir/entretien),
- L'Union Sportive Baigtsoise (club de basket).

Les 14 et 15 août, le village célèbre sa sainte patronne Notre-Dame-de-l'Assomption (jeux divers, repas, messe, apéritif concert et course landaise).